# Enseignement catholique de la Mayenne
L'Enseignement catholique de la Mayenne regroupe tous les établissements privés du département de la Mayenne. 
Le directeur diocésain est actuellement François Roseray. L'Enseignement catholique de la Mayenne travaille en collaboration avec le diocèse de Laval.

## Établissements
22 175 élèves sont répartis dans 128 établissements en 2021 :
- 103 écoles,
- 14 collèges,
- 11 lycées répartis dans les trois arrondissements de Laval, Mayenne, Château – Gontier, ainsi que Evron et Ernée (4000 lycéens),
- Une antenne de l’UCO Angers (Université Catholique de l’Ouest) à Laval (850 étudiants)[1].

## Effectifs
Près de 40 % des élèves en collège/lycée de la Mayenne sont dans un établissement de l'enseignement catholique. On observe une stabilité des effectifs dans le diocèse (premier degré, second degré et dans l’enseignement supérieur) et ce, malgré une baisse démographique des naissances depuis une dizaine d’années.

## Associations départementales
Plusieurs associations travaillent aux côtés de l'Enseignement Catholique de la Mayenne:
- UDOGEC (Union Départementale des Organismes de Gestion de l'Enseignement Catholique)
- APEL (Association de parents d'élèves de l'enseignement libre)
- A.E.L.(Association des Écoles Libres)
- UGSEL MAYENNE (Union Générale Sportive de l’Enseignement Libre).

## Orientations
Les établissements de l'Enseignement Catholique de la Mayenne proposent une éducation inspirée des valeurs du christianisme. Selon l'article 74 du statut de l’Enseignement Catholique, « la mission éducative se fonde sur la pédagogie du Christ ».

## Aide financière de l'Union européenne
Entre 2009 et 2014, l'Enseignement Catholique de la Mayenne devient bénéficiaire de Fonds européens pour la réalisation du projet de Centre de Formation des apprentis à l'ISM de Laval (aujourd'hui UCO Laval).